# 星果草
星果草（学名：Asteropyrum peltatum）为毛茛科星果草属下的一个种。